# Marató de TV3 contra la COVID-19 del 2020
La Marató contra la COVID-19 del 2020 es va celebrar el 20 de desembre del 2020 i es va dedicar a recaptar fons per combatre la COVID-19. Va ser la 29a edició de la Marató, i la primera vegada en què es va canviar el tema un cop anunciat, traslladant l'edició de la salut mental a l'any 2021. En acabar el programa especial de TV3 s'havien recaptat 10.305.819 €. El disc de la Marató va ser un dels més venuts de l'any a Catalunya, segons l'Anuari de la Música.

## Campanya de divulgació
L'excepcionalitat de l'edició va fer que la campanya, que habitualment es posava en marxa a l'octubre, comencés el 15 de juny, coincidint amb la primera imatge gràfica, l'eslògan "Aquesta Marató toca a tothom" i el primer espot.

## Samarreta solidària
La Marató va editar per primera vegada una samarreta solidària amb el missatge #TocaATothom.
"Bye, COVID" és el títol de la fotografia que il·lustra la samarreta, que mostra una partícula viral del SARS-CoV-2 en un pulmó, tal com és vist pels investigadors a través del microscopi. Els autors de la imatge són els doctors Santiago Ramón y Cajal i Jordi Temprana, d'Anatomia Patològica del Vall d'Hebron Barcelona Hospital Campus.

## Recaptació
| Núm | Hora               | Recaptació      | Notes                                            |
| --- | ------------------ | --------------- | ------------------------------------------------ |
| 1   | 09:30h             | ?               | Inici de programa                                |
| 2   | 10h                | 164.802 euros   | Primer marcador des de Catalunya Ràdio           |
| 3   | 13:40h             | 880.300 euros   |                                                  |
| 4   | 16h                | 1.750.779 euros |                                                  |
| 5   | 21h                | 4.970.020 euros |                                                  |
| 6   | 22:30h             | 5.910.271 euros |                                                  |
| 7   | 00:15h             | 8.096.491 euros |                                                  |
| 8   | 01:30h             | 9.181.394 euros |                                                  |
| 9   | 02:15h             | 10.305.819 €    | Final del programa de televisió (TV3) en directe |
| 10  | 12 de juny de 2021 | 13.864.073 €    | Recaptació total final                           |